# Strada Statale 243 del Passo Gardena
Die Strada Statale 243 del Passo Gardena (kurz SS 243, auf Deutsch meist einfach Grödner-Joch-Straße genannt) ist eine rund 15 km lange Staatsstraße in Südtirol (Italien).
Sie führt durch die Landschaft der 2009 mit dem Titel des UNESCO-Weltnaturerbes ausgezeichneten Dolomiten. Sie verbindet Gröden über das Grödner Joch (italienisch Passo Gardena) mit dem Gadertal.

## Verlauf
Die SS 243 nimmt an der Westrampe des Grödner Jochs ihren Anfang, wo sie oberhalb von Wolkenstein im Talschluss von Gröden von der zum Sellajoch ansteigenden SS 242 abzweigt. Als hochalpine Passstraße führt sie auf die 2121 m hoch gelegene Passhöhe des Grödner Jochs und steigt dann ostwärts ins Gadertal hinab. Sie durchquert dort Kolfuschg und mündet schließlich in Corvara in die SS 244.